# Луїза Карлота Бурбон-Сицилійська
Луїза Карлота Бурбон-Сицилійська (ісп. Luisa Carlota de Borbón-Dos Sicilias y Borbón; 24 жовтня 1804, Портічі, Неаполітанське королівство — 29 січня 1844, Мадрид, Іспанія) — принцеса Обох Сицилій та інфанта Іспанська, в шлюбі герцогиня Кадіська.
Старша дочка майбутнього короля Обох Сицилій Франциска I і його другої дружини Марії Ізабелли Іспанської. Народилася у палаці Портічі.
У 1819 в Мадриді стала дружиною Франсиско де Паула, герцога Кадіського (1794–1865), сина короля Іспанії Карла IV. Чоловік був старший за неї на десять років. Луїза Карлота народила одинадцять дітей:
- Франсіско де Асіс (1820–1821);
- Ізабелла Фернанда (1821–1897), вступила в морганатичний шлюб з польським аристократом Ігнатієм Гуровським;
- Франсиско де Асіс (1822–1902), одружився з королевою Іспанії Ізабеллою II;
- Енріке (1823–1870), убитий на дуелі Антуаном Орлеанским;
- Луїза Тереза (1824–1900);
- Дуарте Феліпе (1826–1830);
- Хосефіна Фернанда (1827–1920);
- Марія Тереза (1828–1829);
- Фернандо Марія (1832–1854);
- Марія Христина (1833–1902), стала дружиною Себастьяна Браганса;
- Амалія Філіппіна (1834–1905), стала дружиною Адальберта Баварського.

Померла в Мадриді у віці 39 років.